# Hypostomus ammophilus
Hypostomus ammophilus es una especie de pez de la familia  de los loricáridos y del orden de los siluriformes.

## Morfología
El macho alcanza 16,1 cm de longitud total. Registra dimorfismo sexual.

## Distribución geográfica
Es originario de Sudamérica, se encuentra en la cuenca del río Portuguesa, en Venezuela.